# Joel Solanilla
Joel Solanilla nació el 24 de diciembre de 1983, en la ciudad de Panamá, Panamá, es ub exfutbolista su posición fue defensor de fútbol.

## Selección nacional

### Categorías inferiores
ha sido convocado por selección Sub-20 de Panamá.

### Selección absoluta
hizo su debut con la selección absoluta el 16 de febrero de 2003 contra la  Guatemala.

### Participaciones en selección nacional
| Copa                            | Categoría | Sede                   | Resultado        | Partidos | Goles |
| ------------------------------- | --------- | ---------------------- | ---------------- | -------- | ----- |
| Copa Uncaf 2003                 | Mayor     | Panamá                 | Quinto Lugar     | 3        | 0     |
| Campeonato Sub-20 2003          | Sub-20    | Panamá                 | Campeón          | 3        | 0     |
| Copa Mundial Sub-20 2003        | Sub-20    | Emiratos Árabes Unidos | Primera fase     | 3        | 0     |
| Copa Uncaf 2005                 | Mayor     | Guatemala              | Cuarto lugar     | 2        | 0     |
| Copa Uncaf 2007                 | Mayor     | El Salvador            | Subcampeón       | 1        | 0     |
| Copa Uncaf 2009                 | Mayor     | Honduras               | Campeón          | 2        | 0     |
| Copa de Oro de la Concacaf 2009 | Mayor     | Estados Unidos         | Cuartos de final | 1        | 0     |

## Clubes
| Club                 | País        | Año         |
| -------------------- | ----------- | ----------- |
| Plaza Amador         | Panamá      | 2002-2003   |
| Patriotas FC         | Colombia    | 2003–2004   |
| Plaza Amador         | Panamá      | 2004-2005   |
| Árabe Unido          | Panamá      | 2005-2006   |
| Envigado FC          | Panamá      | 2006 - 2007 |
| Plaza Amador         | Panamá      | 2007        |
| FC San Francisco     | Panamá      | 2007        |
| Club Deportivo FAS   | El Salvador | 2008        |
| Sporting 89          | Panamá      | 2008 - 2012 |
| Deportivo Malacateco | Guatemala   | 2012        |
| Millenium FC         | Panamá      | 2012 - 2014 |
| Costa del Este FC    | Panamá      | 2014        |

## Palmarés

### Títulos nacionales
| Título           | Club             | País   | Año  |
| ---------------- | ---------------- | ------ | ---- |
| Anaprof Clausura | San Francisco FC | Panamá | 2007 |

### Títulos internacionales
| Título                 | Club                          | País     | Año  |
| ---------------------- | ----------------------------- | -------- | ---- |
| Copa de Naciones UNCAF | Selección de fútbol de Panamá | Honduras | 2009 |

- Datos: Q6213985